# Liên đoàn bóng đá Mông Cổ

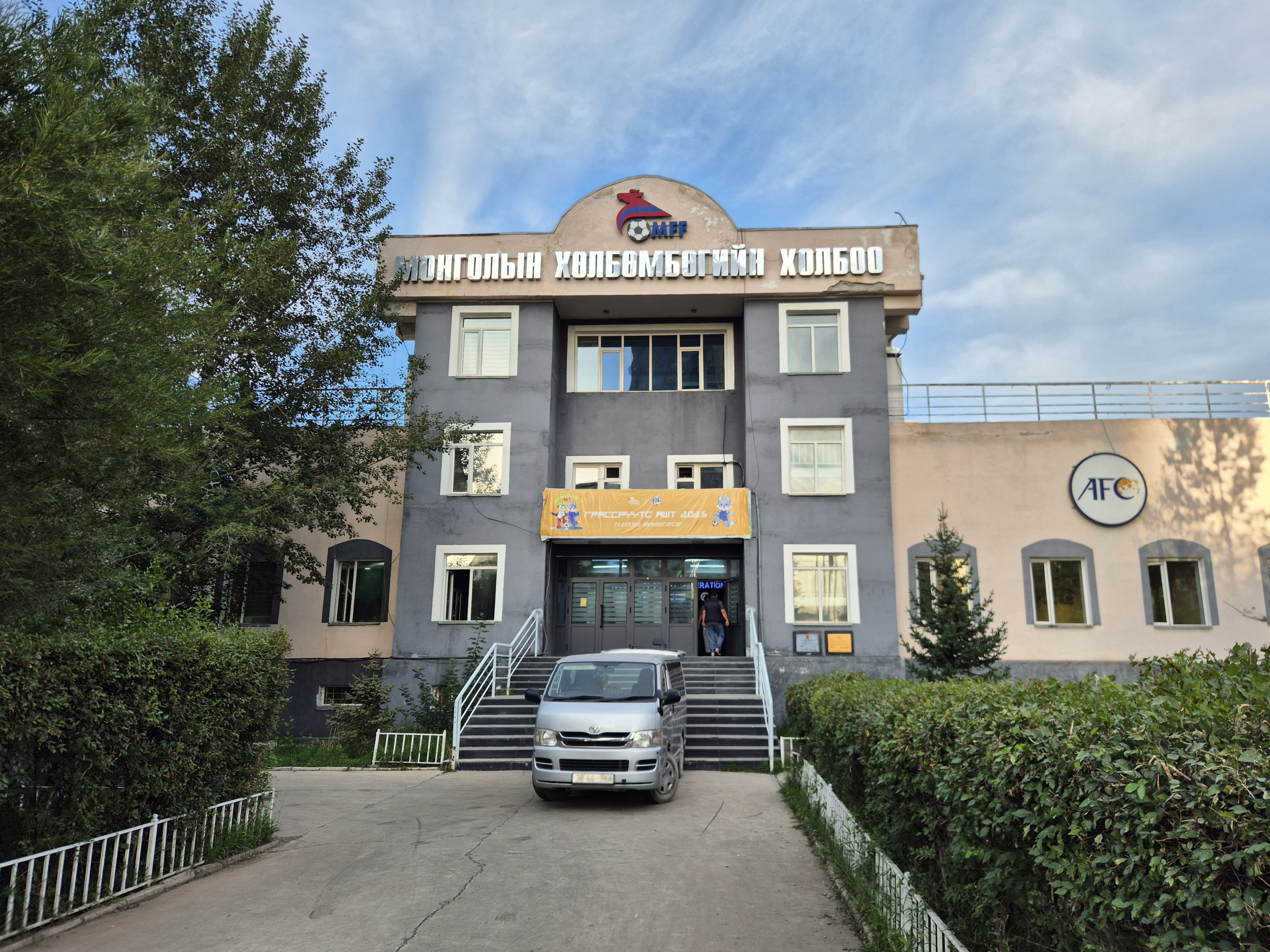
Liên đoàn bóng đá Mông Cổ

Liên đoàn bóng đá Mông Cổ (MFF) (tiếng Mông Cổ: Монголын хөлбөмбөгийн холбоо) là tổ chức quản lý, điều hành các hoạt động bóng đá ở Mông Cổ. MFF quản lý đội tuyển bóng đá quốc gia Mông Cổ, tổ chức các giải bóng đá như giải vô địch bóng đá Mông Cổ, cúp bóng đá Mông Cổ,.... MFF là thành viên của cả Liên đoàn bóng đá thế giới (FIFA), Liên đoàn bóng đá châu Á (AFC) và Liên đoàn bóng đá Đông Á (EAFF).
Chủ tịch của Liên đoàn bóng đá Mông Cổ hiện nay là ông Renchinnyam Amarjargal.